# 徐宁
徐宁，小说《水浒传》中人物，一百单八将之一，外號“金槍手”，與“銀槍手”（“小李广”）花榮並稱金銀二將。生得膀闊腰細，面如白玉，眉似臥蚕，钩镰枪法天下独步，原为京师金枪班教头。

## 經歷
宋江被呼延灼连环马打败后，愁眉不展，后因金钱豹子汤隆举荐表兄徐宁可破连环马，與徐寧有舊交的林沖也大表贊同，吴用獻计让时迁盗取家傳寶甲「賽唐猊」赚得徐宁上梁山。随后徐宁教梁山士卒使用钩镰枪，專鈎馬腳大破連環馬讓呼延灼慘敗，立下大功。為山寨馬軍八虎騎兼先鋒使。
征讨方腊时在杭州北關門为救郝思文被毒箭射中，後因毒箭發作而在半個月後病死。是梁山好漢中第一位战死的天罡星武将，后追封忠武郎。

## 影視
- 1975年香港邵氏《荡寇志》：陈沃夫
- 1998年央视版《水浒传》：张巍
- 2011年版《水浒传》：王力
- 2012年电影《金枪手徐宁》：何中华

## 延伸阅读
[在维基数据编辑]
 《水滸傳》